# Benjamin A. Burtt
Benjamin Alden Burtt (* 10. März 1984 in Marin County, Kalifornien, Vereinigte Staaten), auch bekannt als Benny Burtt und Ben Burtt Jr., ist ein US-amerikanischer Tontechniker, der für Skywalker Sound arbeitet.

## Leben
Benjamin A. Burrt wuchs als Sohn des Tontechnikers Ben Burtt in Nordkalifornien auf. Schon in der High School schlug er den Weg seines Vaters ein. Als Assistent durfte er seinen Vater bei Star Wars: Episode II – Angriff der Klonkrieger (2002) unterstützen. Ab 2008 arbeitete er dann für Skywalker Sounds als Tontechniker und Sounddesigner.
Zu seinen bekanntesten Arbeiten zählen die Laute der Velociraptoren Blue, Charlie, Delta und Echo in der Jurassic-World-Filmreihe ab 2015. Er wirkte auch an zahlreichen Pixar-Filmen mit.
Bei der Oscarverleihung 2019 wurde er zusammen mit Steve Boeddeker für seine Arbeit an Black Panther für einen Oscar für den besten Tonschnitt nominiert.
Im Jahr 2022 wurde er in die Academy of Motion Picture Arts and Sciences (AMPAS) berufen, die alljährlich die Oscars vergibt.

## Filmografie (Auswahl)
- 2008: Indiana Jones und das Königreich des Kristallschädels (Indiana Jones and the Kingdom of the Crystal Skull)
- 2009: Oben (Up)
- 2010: 10,000 Days (Fernsehserie)
- 2011: Cars 2
- 2012: Knife Fight – Die Gier nach Macht (Knife Fight)
- 2012: Ice Age 4 – Voll verschoben (Ice Age: Continental Drift)
- 2013: Die Croods (The Croods)
- 2013: Die Monster Uni (Monsters University)
- 2015: Jurassic World
- 2016: Alice im Wunderland: Hinter den Spiegeln (Alice Through the Looking Glass)
- 2017: Kong: Skull Island
- 2018: Black Panther
- 2018: Jurassic World: Das gefallene Königreich (Jurassic World: Fallen Kingdom)
- 2018: Cars 3: Evolution
- 2019: Vader Immortal: A Star Wars VR Series - Episode I (Videospiel/Dialoge)
- 2019: Pets 2 (The Secret Life of Pets 2)
- 2019: Knives Out – Mord ist Familiensache (Knives Out)
- 2020: Die fantastische Reise des Dr. Dolittle (Dolittle)
- 2020: The Mandalorian (Fernsehserie)